# Famille Faesch
 (avril 2019).
Pour les articles homonymes, voir Fesch.

Armes traditionnelles de la famille Faesch de Bâle

La famille Faesch ou Fesch est une famille d'artisans originaire de Fribourg-en-Brisgau, en Allemagne, et établie vers 1400 à Bâle, en Suisse. Elle obtint dans cette cité le droit de bourgeoisie en 1409 et y compta des membres du Conseil dès 1494.
Cette famille fut représentée dans diverses corporations de la ville de Bâle mais elle compte également parmi ses membres des magistrats, des officiers, un prélat de l'église catholique.

## Histoire

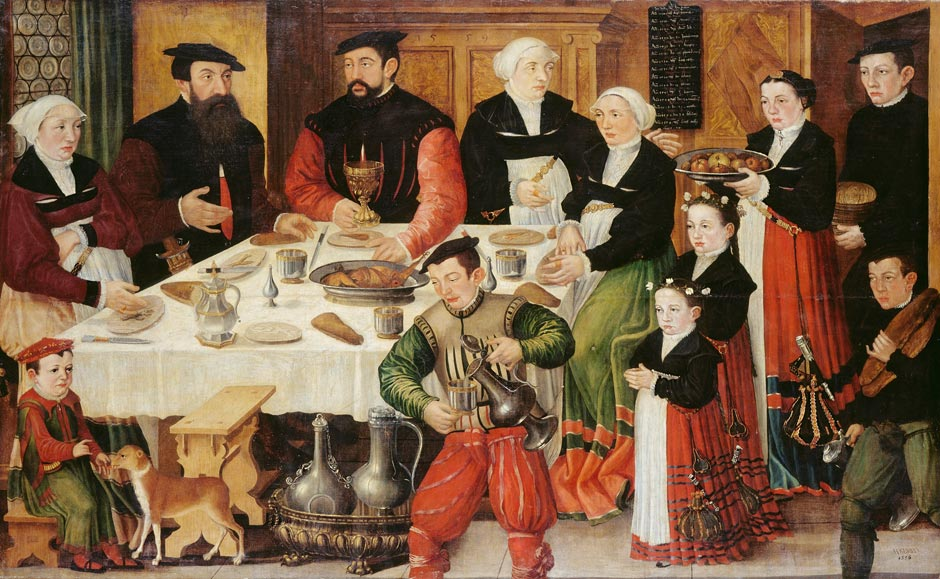
Portrait de la famille du maître de guilde Jean-Rodolphe Faesch par Hans Hug Kluber (1559), conservé au Kunstmuseum de Bâle.

Le nom de cette famille s'est orthographié Faesch en Suisse et Fesch en France. À l'origine famille d'artisans, maîtres d'œuvre, orfèvres et marchands, ses membres occupèrent au fil des siècles des fonctions de plus en plus diverses.
Depuis 1409 elle appartient à la bourgeoisie de Bâle. Cette bourgeoisie est la classe dirigeante, une véritable aristocratie urbaine, appelée les daig, qui détient les clés du pouvoir exécutif.

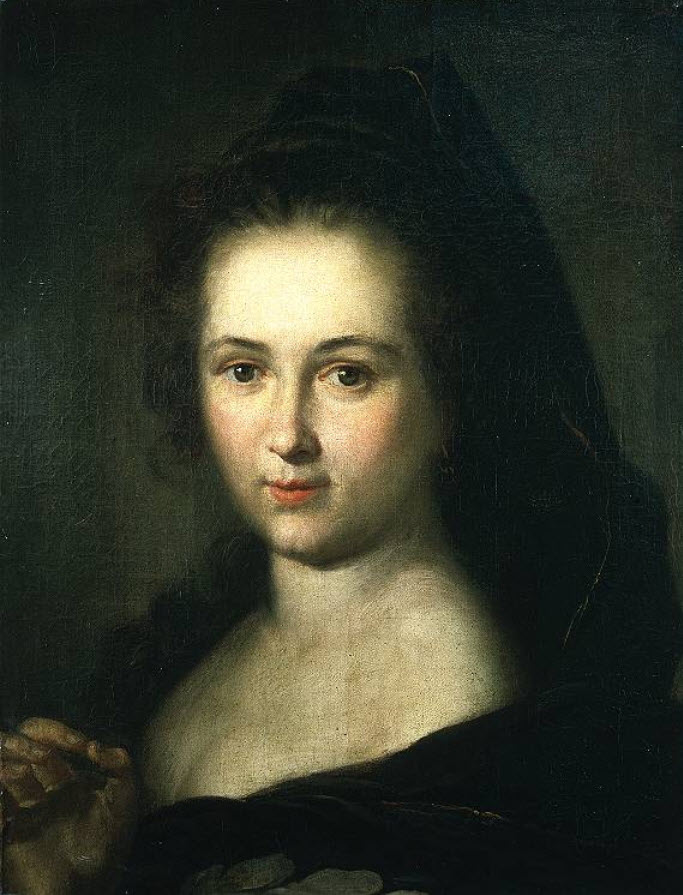
Anna Catharina Huber-Faesch (1671-1719)

Jusqu’à la fin de l’Ancien Régime, chaque génération de cette famille fut représentée au Grand Conseil et compta, dès le milieu du XVIe siècle, au moins un membre parmi les autorités supérieures bâloises. Son accession à l’élite urbaine s’accompagna d’une politique matrimoniale adroite.

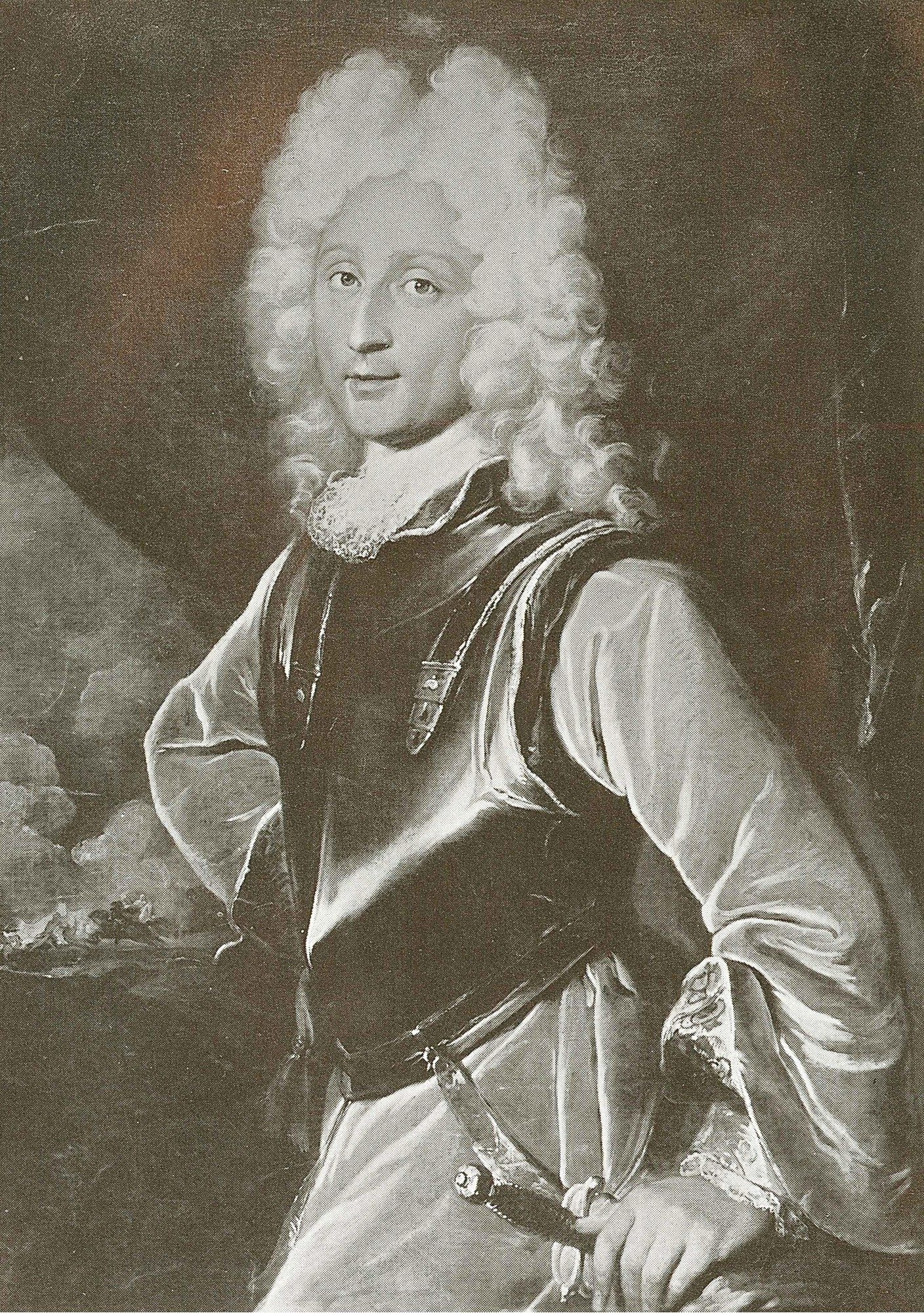
Jean Rodolphe Faesch (1680–1762), colonel et maire de Bâle

La famille Faesch donna trois bourgmestres à la ville de Bâle : Rémigius Faesch (1541-1610), Jean Rodolphe Faesch (1572-1659), le colonel Jean Rodolphe Faesch (1680-1762) ainsi que des conseillers d’État et des trésoriers d’État.

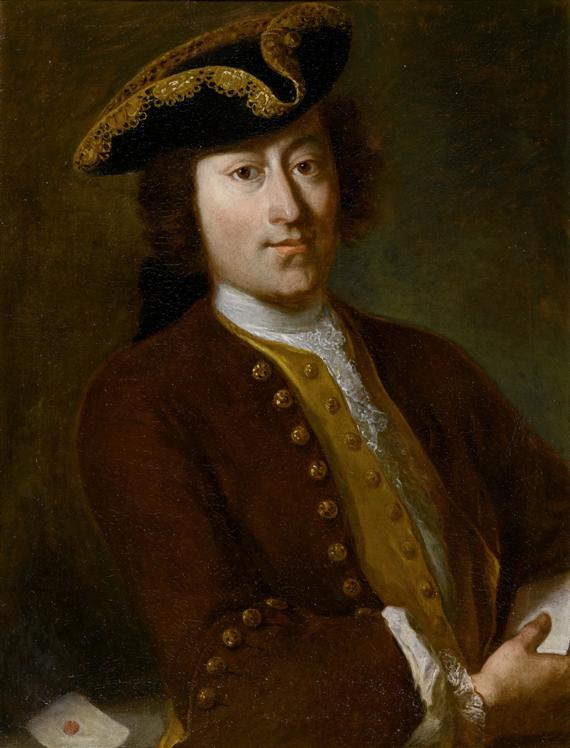
Capitaine Jean Jacques Faesch (1752–1832), aumônier, pasteur et théologien.

En 1530, la famille devint entièrement protestante lorsque Jean Rodolphe Faesch (1510-1564), orfèvre du Conseil, maître de guilde, conseiller d’État et bailli de Waldenburg, refusa la messe. Il était le petit-fils de Rémy Faesch (né vers 1460 et décédé en 1534), architecte et maître d’œuvre de bâtiments à Bâle, comme la cathédrale et l’hôtel de ville, et de la collégiale Saint-Thiébaut à Thann en Alsace. Les seuls membres de la famille qui redevinrent catholiques étaient ceux d’une branche émigrée en Corse au XVIIIe siècle : le capitaine François Fesch (1711-1775) et son fils le cardinal Joseph Fesch (1763-1839), archevêque de Lyon, grand aumônier de l’Empire et oncle de Napoléon Ier.
En 1659, la famille Fesch ou Faesch, avec une fortune de 242 000 florins, était la plus riche de Bâle. En 1562, les membres de cette famille reçurent de l’empereur Ferdinand Ier une confirmation de noblesse[réf. nécessaire] et une lettre d’armoiries ajoutant ainsi deux étoiles d’or à leur blason originel. Ces lettres concernant le titulaire et l’ensemble de ses descendants, les Faesch possèdent de ce fait un double statut juridique : ils sont à la fois patriciens de la ville de Bâle et nobles du Saint-Empire romain germanique. Comme d'autres familles bâloises, ils constituent avant tout le daig, qui correspond à la haute société traditionnelle bâloise.

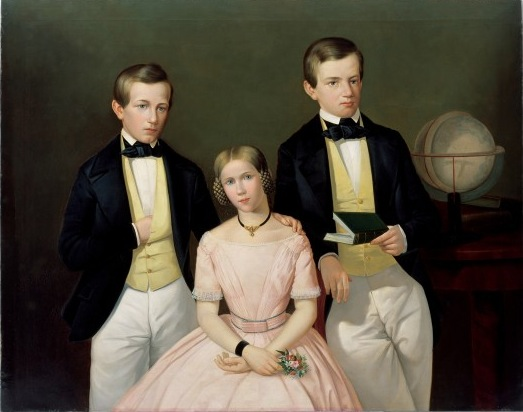
Trois frères et sœurs Faesch, Bâle, 1849

Appartenant à différentes corporations de la ville de Bâle, cette famille se diversifia dans l’artisanat, l’orfèvrerie, l’architecture, le droit, l’armée, la diplomatie, le commerce, la banque. Elle compta des savants, des magistrats et des amateurs d’art. Elle fournit aux XVe et XVIe siècles des orfèvres, des marchands, des artisans, des tailleurs de pierres, des sculpteurs, des maîtres maçons, des maîtres d’œuvre, des architectes. Aux XVIIe et XVIIIe siècles, ce furent des juristes (plusieurs générations de docteurs en droit et de professeurs de droit de l’université), des diplomates, des officiers supérieurs au service de l’étranger, des agronomes, des artistes.
Aux XIXe et XXe siècles, la famille fournit des théologiens, des juristes, des médecins, des ingénieurs, des architectes, des brasseurs (jusqu’en 1925), des banquiers.
Du XIVe siècle jusqu'au XXe siècle, environ 1 400 personnes ont appartenu à cette famille. Comptant environ 22 membres en 1572 et 132 en 1659, la famille se répartit aujourd’hui en deux branches remontant au XVIe siècle, celle du bourgmestre Remigius Faesch (1541-1610) et de son frère cadet le bailli Jeremias Faesch (1554-1632).
Un des fils du bourgmestre Remigius, le professeur Jean Jacques Faesch (1570-1652), docteur en droit, professeur des institutions et secrétaire de la ville, et son fils prénommé aussi Jean-Jacques (1610-1648), qui occupa la même chaire, inaugurèrent une tradition de juristes dans cette famille dont les membres laissèrent des traités et dissertations juridiques. Le professeur Boniface Faesch (1651-1713), docteur en droit, professeur de droit, de rhétorique, et jurisconsulte, s’inscrivit pleinement dans cette lignée de juristes érudits et savants qui voyageaient dans toute l’Europe afin d’étendre le cercle de leurs connaissances et de rencontrer l’élite intellectuelle de leur époque[réf. nécessaire].
Au XVIIe et au XVIIIe siècle, presque tous les adultes eurent droit à une oraison funèbre imprimée. De nombreux membres de la branche restée à Bâle ont été enterrés dans le cloître de la cathédrale.
Plusieurs Faesch émigrèrent outre-mer au XVIIe siècle ou s’installèrent dans d’autres États européens.
Parmi ces membres émigrés, on peut citer Isaac Faesch (1687-1758), qui fut gouverneur de l’île de Curaçao de 1740 à 1758 et John Jacob Faesch (1729-1799), qui fut un industriel métallurgique et un fournisseur d’armes installé dans le New Jersey qui aida les insurgés de l’armée continentale dans la guerre d'indépendance américaine.
Certains furent au service de cours étrangères ou de princes allemands comme le diplomate Jean Rodolphe Faesch (1669-1751), conseiller du margrave de Baden, représentant de l'électeur de Trèves puis du duc de Wurtemberg à la Cour de France ou les nombreux officiers de régiments suisses comme les colonels Emmanuel (1646-1693) Jean Rodolphe (1680-1762), futur bourgmestre, et Lucas Faesch (1723-1799), ce dernier terminant sa carrière comme ministre bâlois de la Défense.
D’autres s’installèrent définitivement dans les États qu’ils servaient comme à Dresde avec le colonel Jean Rodolphe Faesch (1680-1749), ingénieur militaire et architecte, colonel des cadets de Dresde et auteur d’ouvrages de théorie architecturale, et son fils le général Georges Rodolphe Faesch (1710-1787), ingénieur militaire et architecte, général-major du corps des ingénieurs de Dresde, et auteur d’ouvrages sur l’art de la guerre.
Une branche de la famille Faesch s’installa au début du XIXe siècle à Genève avec Alphonse François Faesch (1802-1889), juge au tribunal correctionnel de Genève et maire de Jussy, et son fils Jules (1833-1895), ingénieur, industriel et inventeur d’un nouveau procédé de turbine hydraulique, dont la fille Marie (1867-1950) épousa le linguiste Ferdinand de Saussure (1857-1913).
Le professeur Remigius Fesch (1595-1667), docteur en droit, recteur de l’université, et conseiller auprès des ducs de Wurtemberg et des margraves de Bade-Durlach, constitua en fidéicommis une importante collection d’art, à l’origine du musée Faesch de Bâle, aujourd’hui conservée, dans divers musées, notamment au sein du musée historique de la ville, et à la bibliothèque de l’université de Bâle. Son frère, le professeur Christophe Faesch (1611-1683), professeur d’histoire, de logique et numismate renommé, puis son neveu, le professeur Sébastien Faesch (1647-1712), docteur en droit, recteur de l’université et secrétaire de la ville de Bâle, l’enrichirent et l’administrèrent. En 1823, les collections d’œuvres d’art et les objets de curiosité du musée Faesch furent légués à l’université et à la ville de Bâle. Ainsi, le fonds de la famille, créé au XVIe siècle, existe encore de nos jours.

### La branche corse
La branche corse des Fesch, représentée notamment par le cardinal Fesch, grand collectionneur de peintures, est à l’origine de la création du musée Fesch d’Ajaccio dans le palais du même nom.

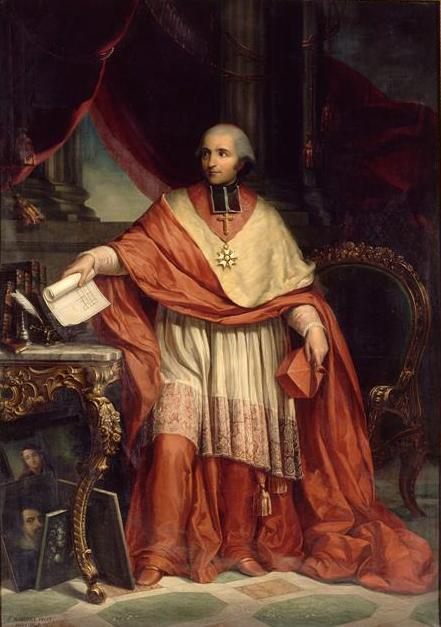
Cardinal Joseph Fesch (1763-1839), archevêque de Lyon, grand aumônier de l'Empire, oncle de Napoléon Ier

## Autres
Jacques Fesch (1930-1957), en cours de béatification par l’Église catholique, et auteur d’ouvrages spirituels à la suite d’un fait divers survenu dans les années 1950, appartient à une famille française qui se réclame de la famille Fesch ou Faesch de Bâle.

## Armes
Elles sont D’or à une marque de maison de sable.
Après 1562, le blason présente deux variantes très similaires :
- « Divisé en chevron d’azur à deux étoiles d’argent, sur or à une croix latine pattée de sable, le pied fendu en chevron ; au chevron de sable, brisé sur la division (parfois sans chevron) ».
- « D’or à une croix latine de sable, au pied fendu en chevron ; le champ chapé-ployé d’azur, à deux étoiles d’or. Au chevron ployé de sable, brisé sur le tout (aussi sans chevron de sable) ». Le cimier se compose de quatre plumes d’autruche, alternées d’or et d’azur. Les armoiries de la famille Fesch sont parfois surmontées d'une couronne comtale.

Armes traditionnelles de la famille Faesch de Bâle
Cardinal Fesch
Cardinal Fesch

Armes du cardinal Joseph Fesch en tant que membre de la famille impériale, grand aumônier de l'Empire et prince de l'Empire.
Le blason du cardinal Fesch sous l’Empire était « D’azur à l’aigle d’or, les ailes étendues empiétant un foudre du même, le foudre chargé d’un médaillon ovale d’argent surchargé d’un F de sable. »
Ce blason est surmonté du chapeau de cardinal à trente houppes, d’une croix latine (croix archiépiscopale) ainsi que d'une couronne fermée de prince souverain, le tout inscrit dans un manteau impérial de pourpre (gueules) semé d’abeilles d’or et doublé d’hermine.

## Personnalités
- Rémy Faesch (v. 1460-vers 1533-34), maître d'œuvre, sculpteur et tailleur de pierre ;
- Remigius Faesch (1541-1610), aubergiste de la Couronne, orfèvre et homme politique[4] ;
- Johann Rudolf Faesch (1572-1659), négociant et homme politique[5] ;
- Johann Rudolf Faesch (1680-1749), militaire et architecte[5] ;
- Remigius Fesch (1595-1667), docteur en droit et conseiller[6] ;
- Sebastian Faesch (1647-1712), professeur de droit et conseiller[7] ;
- Andreas Faesch (1728-1772), docteur en droit et membre du Conseil[8] ;
- Jules Faesch (1728-1772), ingénieur[9] ;
- Carolina Faesch (1844-1921), peintre et médiatrice aux États-Unis avec les Amérindiens ;
- Emil Faesch (1865-1915), architecte[10].

## Postérité
- Musée Fesch et Lycée Fesch à Ajaccio

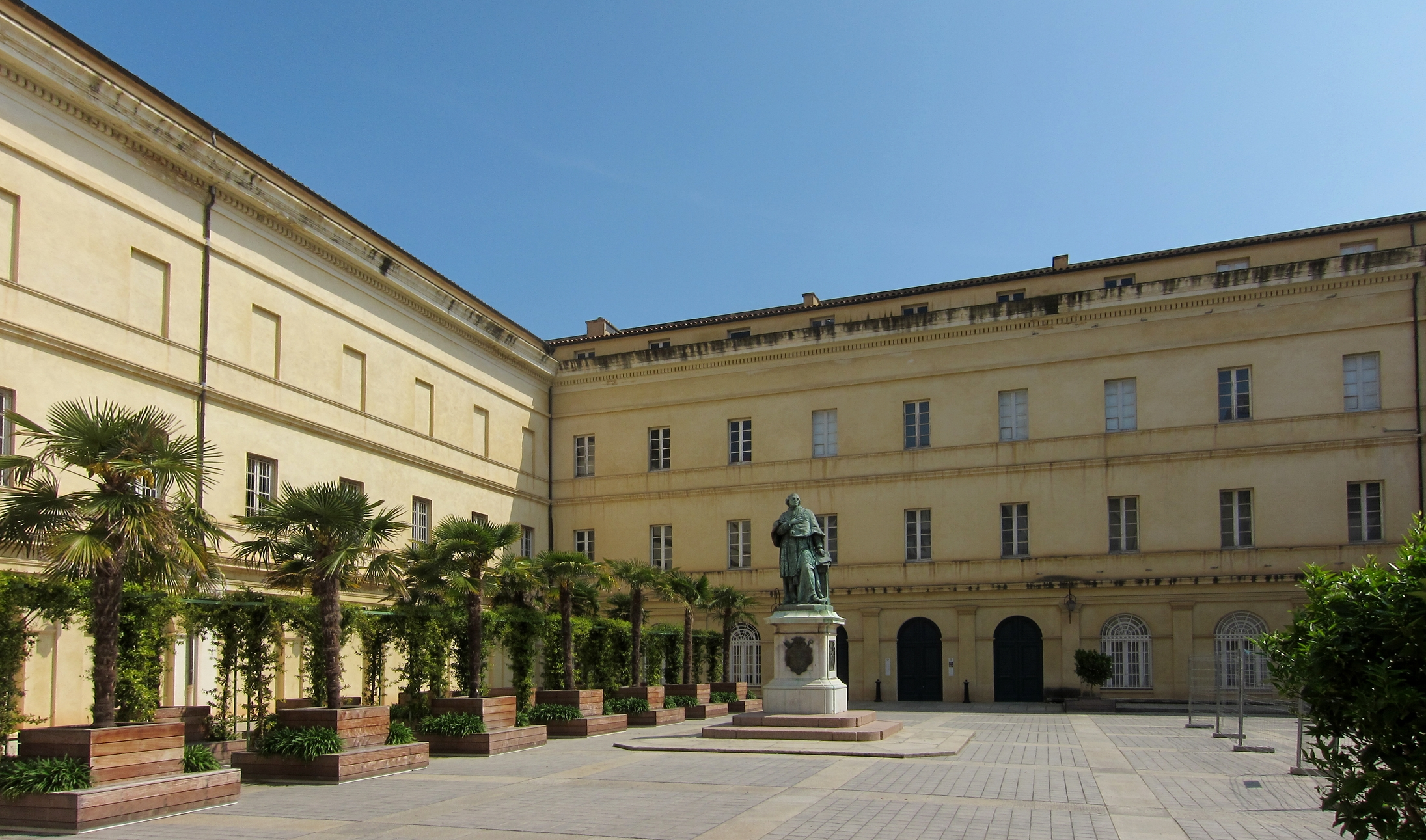
Palais Fesch d'Ajaccio avec la statue du cardinal an centre de la cour d'honneur. Le musée Fesch se trouve dans ses murs.